# Hořešovičky
Hořešovičky (en allemand : Klein Horeschowitz) est une commune du district de Kladno, dans la région de Bohême-Centrale, en Tchéquie. Sa population s'élevait à 140 habitants en 2020.

## Géographie
Hořešovičky se trouve à 7 km au nord-ouest de Kralupy nad Vltavou, à 19 km au nord-est de Kladno et à 29 km au nord-ouest de Prague.
La commune est limitée par Klobuky au nord et au nord-est, par Hořešovice à l'est au sud, et par Bílichov et Zichovec à l'ouest.

## Histoire
La première mention écrite de la localité date de 1227.